# 小行星14965
小行星14965（14965 Bonk）是一颗绕太阳运转的小行星，为主小行星带小行星。该小行星于1997年5月24日发现。

## 轨道参数
小行星14965的轨道半长轴为2.4415320 UA，离心率为0.202。